# Reham Khan
Reham Khan (pashto/urdu: ریحام خان), född 3 april 1973 i Ajdabiya, Libyen, är en brittisk journalist och filmproducent. Hon blev uppmärksammad efter att hon gift sig med politikern Imran Khan. I oktober 2015 tillkännagavs att de skulle ansöka om skilsmässa..
Khan började sin karriär 2006 genom shower på Legal TV. 2007 började Khan som presentatör på Sunshine Radio Hereford och Worcester. 2008 startade hon på BBC som sändande journalist.
2013 flyttade Khan till Pakistan och startade på hynetskanalen News One. Senare bytte hon till Aaj TV. Efter ett kort inhopp på PTV 2014 började hon på Dawn News som presentatör av aktuella händelser i programmet In Focus. Efter en kort paus 2015 började hon med en ny show på Dawn news, The Reham Khan Show, ett hyllningsprogram för pakistanska hjältar som startade i maj 2015.